# Народна етимологія
Народна етимоло́гія (помилкова етимологія, лексична асоціація) — хибне пояснення походження слів, засноване на випадковій подібності або тотожності з іншими, більш знайомими словами (тобто в її випадку діє феномен аналогії). Протиставляється науковій етимології.
Народна етимологія характерна для сприймання незрозумілих слів (іншомовних, застарілих та ін.) і найчастіше трапляється в мові дітей чи малоосвічених людей. Народна етимологія використовується як стилістичний засіб в іронічно-гумористичних, сатиричних творах.

## Переробка запозичених слів
Прикладом народної етимології може бути контамінація, тобто переробка та переосмислення запозиченого слова за зразком близького йому за звучанням слова рідної мови, але яке відрізняється від нього за походженням. Наприклад: «нервоз» замість «невроз», «спортакіада» замість «спартакіада», «страшний тиждень» замість «страсний тиждень», «некрут» замість «рекрут», «мазелін» замість «вазелін» (під впливом «мазати»), «простирядно» замість «простирало», «винополька» замість «монополька» (шинок). Прикладом переосмислення може служити поєднання «малиновий дзвін» (у значенні «приємний, злагоджений звук дзвонів»), що асоціюється з назвою ягоди. Насправді, воно походить від найменування бельгійського міста Малін (Мехелен), де знаходиться старовинний собор Святого Румольда, при якому є спеціальна школа дзвонарів, своєрідних «малинівських» музикантів на дзвонах.

## Народна етимологія топонімів
В українській народній традиції існує безліч легенд та переказів про походження тих чи інших топонімів, що ґрунтуються на народній етимології. Так назва Сорочинці виводиться в одному переказі від того, що його заснували сорок ченців. Азовське море, за численними легендами, було назване так тому, що в ньому втопилася дівчина на ім'я Аза, яка так і не дочекалася свого милого з походу. Назва притоки Дніпра Оріль за легендою походить від того, що величезний змій запрягся в плуг і проорав величезний рів, по якому й потекла річка. Річку Янчул, за народними розповідями, так назвали через те, що в ній втопився татарський хан Янчул. Річку Чортомлик — через те, що в ній кошовий Сірко застрелив чорта, а той тільки мликнув догори ногами. Селище Томаківка за однією з версій було названо так після відвідин цариці Катерини. Вона побачила на городі квітку й запитала, що то так гарно цвіте. Їй відповіли: «То маківка». А село Царицин Кут буцімто так називається через те, що там цариця добре покутила. Річку Айдар на Луганщині за місцевою легендою також буцімто було так названо за вигуком захоплення Катерини («Ай, дар!»), коли місцеві рибалки подарували їй величезну рибу.
Цікава народна легенда про назву містечка Карвасари, зараз мікрорайону в Кам'янці-Подільському. Жила, кажуть, у цій місцині відома всьому містові Сара — жінка легкої поведінки, а по простому — «курва». Масові походи «до курви Сари» породили невдовзі назву району, де вона мешкала, — «Курвисари», яка пізніше трансформувалася в «Карвасари». Насправді назва походить від турецького слова Караван-сарай. Під час 27-річного правління турків у Кам'янці-Подільському саме тут стояли каравани з коней та верблюдів, навантажених товарами східних купців.